# Médiamorphoses
Médiamorphoses est une revue scientifique publiée par l'Institut national de l'audiovisuel (INA) et Armand Colin et consacrée à la communication. Elle s'adresse à un public spécialisé, dans les milieux scolaires et universitaires en particulier, qui s'intéresse aux médias et à l'éducation aux médias.
La revue Médiamorphoses prend la suite de la revue MScope (Formation, médias, Sciences humaines) (1993-1994) et Médiascope (1992) (deux revues publiées par le CRDP de Versailles). Son dernier numéro (24) paraît en octobre 2008. Médiamorphoses fusionne ensuite avec la revue Médias : lire entre les lignes  (ISSN 1768-0565) ; le no 20 (printemps 2009) de Médias est le premier numéro à accueillir une rubrique « Médiamorphoses ».
Le Comité de rédaction est composé de Martine Couchoud (INA), Hélène Duccini (Univ. Paris X), Divina Frau-Meigs (Univ. Paris III), Pascal Froissart (Univ. Paris VIII), Frédéric Lambert (Univ. Paris II), Thierry Lancien (Univ. Bordeaux III), Guy Lochard (Univ. Paris III), Éric Maigret (Univ. Paris III), Jean-Max Méjean (Univ. Paris), Jean-Michel Rodes (INA), Guillaume Soulez (Univ. Paris III), Dominique Tixier-Gallix (INA)
La revue trimestrielle est dirigée par Geneviève Jacquinot-Delaunay (Univ. Paris VIII), sous le secrétariat de rédaction de Jean Ungaro (INA), et diffusée en librairie par les Armand Colin et par abonnement.

## Liste des numéros publiés
- 2001, no 1 (« La critique de télévision »)  (ISBN 2-86938-170-0)
- 2001, no 2 (« Vers un cinéma numérique »)  (ISBN 2-86938-172-7)
- 2001, no 3 (« Qui a encore peur des jeux vidéo »)  (ISBN 2-86938-175-1)
- 2002, no 4 (« La presse en ligne »)  (ISBN 213052827-9)
- 2002, no 5 (« L'autorité des images anonymes  », Frédéric Lambert, dir.)  (ISBN 213052828-7)
- 2002, no 6 (« Quand les images rencontrent le numérique »)  (ISBN 213053133-4)
- 2003, no 7 (« Télévision et radio : états de la parole »)  (ISBN 213053725-1)
- 2003, hors-série (« La télé réalité, un débat mondial »)  (ISBN 2130537006)
- 2003, no 8 (« Médias people : du populaire au populisme »)  (ISBN 213053726-X)
- 2003, no 9 (« L'exposition, un média »)  (ISBN 2130537278)
- 2004, no 10 (« Les médias à la conquête des jeunes », Divina Frau-Meigs, dir.)  (ISBN 2130542565)
- 2004, no 11 (« Le sport médiatisé »)  (ISBN 2130544894)
- 2004, no 12 (« Europe, la quête d'un espace médiatique »)  (ISBN 2130547672)
- 2005, hors-série (« Une télévision sans service public »)  (ISBN 2130549381)
- 2005, no 13 (« La presse lycéenne », Laurence Corroy, dir.)  (ISBN 2200920881)
- 2005, no 14 (« Peut-on psychanalyser les médias », Jean-Max Méjean, dir.)  (ISBN 220092089X)
- 2005, no 15 (« Les mondes créoles dans la parole publique », Nadia Cochard & Véronique Mattio, dir.)  (ISBN 2200920903)
- 2006, no 16 (« D'un média… l'autre », Gilles Delavaud & Thierry Lancien, dir.)  (ISBN 9782200921460)
- 2006, no 17 (« Minorités visibles », Guy Lochard, dir.)  (ISBN 9782200921477)
- 2006, no 18 (« Le spectateur introuvable », Gérard Leblanc, dir.)  (ISBN 9782200921484)
- 2007, hors-série (« Les raisons d'aimer… les séries télévisées », Éric Maigret & Guillaume Soulez, dir.)
- 2007, no 19 (« Rumeurs, contes et faux-semblants  », Pascal Froissart, dir.)  (ISBN 9782200923679)
- 2007, no 20 (« Médias en miroir », Jean-Max Méjean, dir.)  (ISBN 9782200923686)
- 2007, no 21 (« 2.0 ? Culture numérique, cultures expressives », Laurence Allard & Olivier Blondeau, dir.)  (ISBN 9782200923693)
- 2008, no 22 (« Les jeux vidéo, un "bien" culturel », Sébastien Genvo, dir.)  (ISBN 9782200924171)
- 2008, no 23 (« La radio : paroles données, paroles à prendre », Jean-Jacques Cheval, dir.)  (ISBN 9782200924188)
- 2008, no 24 (« Faut-il encore former les journalistes ? », Frédéric Lambert et Camille Laville, dir.)  (ISBN 9782200924201)